# Giả Thám Xuân

## Thân thế
Giả Thám Xuân (tiếng Trung: 賈探春; bính âm: Jiǎ Tànchūn) là nhân vật hư cấu trong tiểu thuyết Hồng Lâu Mộng của tác giả Tào Tuyết Cần. Trong tiểu thuyết, nàng là con gái Giả Chính và nàng hầu Triệu Di Nương, chị gái cùng cha cùng mẹ của Giả Hoàn, em gái cùng cha khác mẹ của Giả Châu, Giả Bảo Ngọc, Giả Nguyên Xuân, em dâu của Lý Hoàn, em họ của Giả Liễn, em họ chồng của Vương Hy Phượng, chị họ của Lâm Đại Ngọc. Thám Xuân là cô ba trong Tứ xuân Giả phủ và là một trong Kim Lăng thập nhị thoa chính sách. 

## Số phận
Giả Thám Xuân là một thiên kim tiểu thư đẹp đẽ, phong lưu, là hoa hồng đẹp thơm nhưng lắm gai làm đau người khác. Đoạn đón Đại Ngọc ở phủ Vinh Quốc, nàng được miêu tả: 
Cô thứ hai, vóc dáng tròn trặn, người dong dỏng cao, mặt trái xoan, mắt sắc, lông mày dài, nhìn ngắm tình tứ, thanh tú khác thường, trông như thoát hẳn trần tục.

Tuy là khuê nữ nhưng nàng là cô gái có tài, hiểu chuyện trong nhà, là tiểu thư thông minh và khôn ngoan sắc sảo. Chỉ hiềm một nỗi nàng không phải con đẻ của Vương phu nhân, chính thất của Giả Chính mà lại là con Triệu Di nương, nàng hầu và là một người đàn bà hay gây chuyện thị phi, hèn hạ, vô liêm sỉ, bị cả phủ trên dưới khinh thường. Vương Phu nhân là người độ lượng, thương nàng như con ruột nhưng địa vị của Thám Xuân trong phủ vẫn bị ảnh hưởng không tốt vì người mẹ ruột. Dì Triệu hay bày trò, la mắng Thám Xuân nên nàng rất ghét bà ta cùng cậu em cùng mẹ cùng cha Giả Hoàn. Một lần, Vương Hy Phượng ốm, trong nhà vắng người, Thám Xuân cùng Tiết Bảo Thoa đứng ra quản lý mọi việc trong nhà. Sự thông thạo, chí khí của nàng lúc quản việc đã chứng tỏ tài năng khiến cho trên dưới đều kiêng nể. Người dưới lén gọi nàng là cô Ba hoa hồng
Còn cô Ba gọi là "hoa hồng". Chị em họ Vẫn liền hỏi nguyên do, thằng Hưng cười nói: - Hoa hồng vừa đỏ vừa thơm, ai mà chẳng phải yêu, có điều lắm gai thôi. Đáng tiếc là cô ấy lại không phải bà Hai đẻ ra, thực là "phượng hoàng đẻ trong tổ quạ".

Thám Xuân có sở trường thư pháp, điều này thể hiện qua cách bài trí khuê phòng của nàng:
Bọn Phượng Thư vào buồng Thám Xuân, thấy các chị em đang cười đùa. Thám Xuân vốn thích rộng rãi, ba gian nhà ở đều để thông luôn. Giữa nhà kê một cái bàn to bằng đá Đại Lý, trên bàn có các loại bút thiếp của cái bậc danh nhân, cùng mấy chục cái nghiên báu, và các thứ ống bút; bút cắm ở ống như rừng cây. Một bên bày cái lọ sứ Như Châu to bằng cái đấu, cắm đầy hoa cúc trắng như thủy tinh. Phía tường bên Tây treo một bức họa "Yên vũ đồ" của Mễ Tương Dương. Hai bên treo hai câu đối, bút tích của ông Nhan Lỗ công: Phong lưu cảnh đượm màu mây khói, chất phác người quen thú suối rừng. Trên án đặt một cái đỉnh lớn, trên cái giá gỗ đàn tía ở bên tả đặt một cái mâm sứ lớn, trên mâm bày mấy chục quả phật thủ vàng tươi; trên cái giá sơn ở bên hữu treo một cái khánh Tị Mục bằng ngọc trắng, bên cạnh treo một cái dùi nhỏ.

Thám Xuân cũng là người đứng ra tập hợp bọn chị em để mở thi xã. Văn thơ của nàng tuy không địch nổi với cô Lâm, cô Tiết nhưng cũng vào hạng khá. Lúc rút thẻ hoa hồi 63, Thám Xuân rút được thẻ hình hoa hạnh.
Không ai hiểu ra sao cả. Bọn Tập Nhân vội nhặt lấy thẻ đưa cho mọi người xem, thấy mặt trên vẽ một cành hoa hạnh, viết bốn chữ đỏ "Tiên phẩm đền Dao". Mặt sau có đề câu thơ: "Tựa mây hồng hạnh trồng bên mặt trời". Lại chua thêm: "Ai rút được thẻ này, tất lấy được chồng sang. Mọi người mừng một chén rồi cùng uống một chén".

Trong kết thúc của Cao Ngạc, Thám Xuân được Giả Chính gả đến phương xa, ở tận miền biển, những mấy năm mới được gặp lại người thân nhưng cũng được nhà chồng đối xử rất hậu. Cái kết này có vẻ như không nhận được nhiều sự đồng tình của độc giả.

### Chính sách đề vịnh chi tam
| 正冊題詠之三 才自精明志自高， 生于末世運偏消； 清明涕送江邊望， 千里東風一夢遙。 | Chính sách đề vịnh chi tam Tài tự tinh minh chí tự cao, Sinh vu mạt thế vận thiên tiêu; Thanh minh di tống giang biên vọng, Thiên lý đông phong nhất mộng dao. | Đề cuốn sách chính bài 3 (Người dịch: nhóm Vũ Bội Hoàng) Chí cao tài giỏi có ai bì, Gặp lúc nhà suy, vận cũng suy, Nhớ tiếc thanh xuân ra bến khóc. Gió đông nghìn dặm mộng xa đi |

### Hồng lâu mộng khúc
| 分骨肉 一帆風雨路三千， 把骨肉家園，齊來拋閃。 恐哭損殘年。 告爹娘，休把兒懸念； 自古窮通皆有定， 離合豈無緣？ 從今分兩地， 各自保平安。 奴去也，莫牽連。 | Phân cốt nhục Nhất phàm phong vũ lộ tam thiên, Bả cốt nhục gia viên, tề lai phao thiểm. Khủng khốc tổn tàn niên. Cáo đa nương, hưu bả nhi huyền niệm; Tự cổ cùng thông giai hữu định, Ly hợp khởi vô duyên? Tòng kim phân lưỡng địa, Các tự bảo bình an. Nô khứ dã, mạc khiên liên. | Cốt nhục phân ly (Người dịch: nhóm Vũ Bội Hoàng) Đường xa mưa gió một chèo Cửa nhà, ruột thịt thôi đều bỏ qua Con đành lỗi với mẹ cha Khóc thương chỉ thiệt thân già đấy thôi Cùng thông số đã định rồi Hợp tan âu cũng duyên trời chi đây Phân chia hai ngả từ nay Dám mong giữ được ngày ngày bình yên Con đi xin chớ lo phiền |

### Câu đố cái diều
Trẻ con ngửa mặt nhìn trời,
Thanh minh là tiết dong chơi hợp thì.
Mỏng manh một sợi du ti,
Biệt ly đừng có trách gì gió đông.
(hồi 22 - Nghe câu hát, Bảo Ngọc hiểu đạo thiền; Đánh đố thơ, Giả Chính lo lời sấm)

## Trên màn ảnh
- Đông Phương Văn Dĩnh thủ vai Giả Thám Xuân trong Hồng Lâu Mộng (phim truyền hình 1987), đạo diễn Vương Phù Lâm